# Oscar/Bestes Drehbuch
Schon in der ersten Oscarverleihung im Jahr 1929 wurden Filme mit besonders gutem Drehbuch dafür ausgezeichnet. Dabei wurde zwischen einem adaptierten Drehbuch und einer Originalgeschichte unterschieden. In den folgenden zwei Verleihungen (beide im Jahr 1930) verzichtete man auf die Unterteilung und zeichnete nur noch für das beste Drehbuch (Best Writing) aus. Diese beiden Auszeichnungen sind Gegenstand dieses Artikels. Bei der Oscarverleihung 1931 fand man zu der Aufteilung von 1929 zurück und führte diese bis zur Oscarverleihung 1940 fort. In der Oscarverleihung 1941 führte man dann zusätzlich die Kategorie Bestes Originaldrehbuch ein. In der Oscarverleihung 1957 sollte zum letzten Mal eine Auszeichnung in der Kategorie Beste Originalgeschichte vergeben werden, seit der Oscarverleihung 1958 beschränkt man sich daher auf die Kategorien Bestes adaptiertes Drehbuch und Bestes Originaldrehbuch.

## Auszeichnungen und Nominierungen
| Jahr         | Preisträger    | für den Film         | Nominierungen |
| 1930 (April) | Hanns Kräly    | Der Patriot          | Tom Barry für In Old Arizona Tom Barry für The Valiant Elliott J. Clawson für The Cop Elliott J. Clawson für The Leatherneck Elliott J. Clawson für Sal of Singapore Elliott J. Clawson für Wolkenkratzer Hanns Kräly für The Last of Mrs. Cheyney Josephine Lovett für Our Dancing Daughters Bess Meredyth für Eine schamlose Frau Bess Meredyth für Wonder of Women |
| 1930 (Nov.)  | Frances Marion | Hölle hinter Gittern | George Abbott, Maxwell Anderson und Del Andrews für Im Westen nichts Neues Howard Estabrook für Street of Chance Julien Josephson für Disraeli John Meehan für Die Frau für alle |